# Sextus Quinctilius Varus (Konsul 453 v. Chr.)
Sextus Quinctilius Varus († 453 v. Chr.) war im Jahr 453 v. Chr. römischer Konsul. 
Varus, einer der ersten überlieferten Angehörigen des Geschlechts der Quinctilier, war der Sohn eines Sextus Quinctilius, über den sonst nichts Weiteres bekannt ist. Über sein Leben ist nichts überliefert, außer dass er im Jahr 453 v. Chr. (= 301 ab urbe condita) gemeinsam mit Publius Curiatius Fistus Trigeminus das Konsulat bekleidete. Als Konsul ist er in verschiedenen Konsularfasten verzeichnet (Fasti Capitolini, Chronograph von 354, Fasten des Hydatius); außerdem erwähnen ihn Livius, Dionysios von Halikarnassos, Diodor (der ihn fälschlich Quinctius nennt), Cassiodor und das Chronicon Paschale. Quinctilius Varus starb noch in seinem Konsulatsjahr an der Pest.
Die Konsularfasten aus der frühen römischen Zeit müssen generell als überaus unsicher, wenn nicht größtenteils als später erfunden gelten.